# Museo del Colombo Holandés
El Museo del Colombo Holandés es un edificio que recorre la historia del imperio colonial holandés en Sri Lanka.
La antigua Casa holandesa en la calle Príncipe, Pettah (Colombo 11) que alberga este museo fue construido a finales del siglo XVII y fue inicialmente la residencia del conde August Carl Van Ranzow junto con cinco otras casas de la élite. Hoy en día, los lados de la calle son espacios con boutiques y tiendas de comerciantes Moors. La restauración de este edificio comenzó en 1977 y se terminó en 1981. Este museo se abrió al público en 1982. El edificio incorpora las características únicas de arquitectura de una casa de estilo colonial holandés. El museo muestra la herencia holandesa y sus diversos artefactos, muebles, cerámica, monedas, etc.